# Azo kuplovanje
Azo kuplovanje je organiska reakcija između diazonijum jedinjenja i dialkilanilina , fenola ili drugog aromatičnog jedinjenja, i koja proizvodi azo jedinjenje. U ovoj reakciji diazonijum so je elektrofil a aktivirani aren je nukleofil u elektrofilnoj aromatičnoj supstituciji. U većini slučaja, među kojima je i donji primer, diazonijum jedinjenje je takođe aromatično. Produkt apsorbuje duže talasne dužine svetlosti nego reaktanti usled povećane kougacije. Aromatična azo jedinjenja su obično jarko obojena, i mnoga od njih se koriste kao boje.
Azo kuplovanje ze važno u proizvodnji boja i pH indikatora kao što su metil crveno i pigment crveno 170. Prontosil i drugi sulfa lekovi se isto tako proizvode koristeći ovu reakciju.
Primer sinteze organol smeđe boje iz anilina i 1-naftola:
| An animation of the reaction mechanism of the azo coupling |

## Literatura
1. ↑  J. L. Hartwell and Louis F. Fieser. „Coupling of o-tolidine and Chicago acid”. Org. Synth.; Coll. Vol., 2, стр. 145
2. ↑  H. T. Clarke and W. R. Kirner. „Methyl red”. Org. Synth.; Coll. Vol., 1, стр. 374